# Aleksandr Stepanovič Antonov
Aleksandr Stepanovič Antonov (in russo Александр Степанович Антонов?; Mosca, 26 luglio 1888 – Nižnij Šibrjaj, 24 giugno 1922) è stato un politico e rivoluzionario russo, membro del Partito Socialista Rivoluzionario e poi uno dei leader della ribellione di Tambov contro il regime sovietico durante la guerra civile russa.

## Biografia
Nacque a Mosca, è cresciuto nella piccola città di Kirsanov. Ha studiato presso l'istituto reale Realnoe Uchilische di Tambov, fino a quando non venne espulso a causa delle sue idee rivoluzionarie. Temendo di ritornare a casa, trovò un impiego come apprendista presso l'impianto di costruzione della locale ferrovia.
Fin dal 1904, dall'età di 16 anni, fu membro del Partito Socialista Rivoluzionario, insieme ai suoi compagni, Maria Spiridonova, Yuriy Podbelskiy e molti altri. Prendendo esempio da alcuni membri del partito, si unì alle loro attività terroristiche, compiendo azioni che includevano assassini, rapine e altri tipi di esproprio. Fu presto arrestato e processato per una rapina di un vagone ferroviario postale. Venne condannato a 20 anni di reclusione che trascorrerà, prima nella Fortezza di Schlisselburg, e poi nel penitenziario Vladimirsky Central.
Venne scarcerato grazie ad un'amnistia del governo provvisorio russo. Ritornò a Kirsanov in treno accolto e ben voluto dai suoi ex colleghi, conosciuti localmente con il nome di "krasnobandochniki" (in russo “piccoli vandali rossi”). In un primo momento, ritornò all'impianto in cui aveva iniziato la sua carriera, venendo presto eletto alla carica di capo della milizia governativa, che, con l'assistenza di colleghi e amministratori locali, dichiarò la legge marziale per far fronte alla crescita della criminalità nella città di Tambov. Rimase in carica fino al 1917, anno del colpo di stato bolscevico, divenendo così il primo responsabile della Milizia governativa del Soviet di Tambov, riuscendo anche a disarmare le legioni cecoslovacche.
A causa del caos creato dai bolscevichi lasciò il Partito Socialista Rivoluzionario, evento ampiamente pubblicizzato e criticato allo tempo stesso. Successivamente chiese al Comitato Esecutivo Governativo amministrativo di Tambov di assegnargli la posizione di capo della Milizia Distrettuale della Contea di Kirsanov. Con l'aiuto degli operai del reparto della milizia, il suo trasferimento venne approvato.
Qui organizzò e divenne uno dei leader della ribellione di Tambov contro il regime sovietico. Il 24 giugno 1922, venne ucciso in combattimento insieme a suo fratello Dmitriy colpito da un soldato del distaccamento della Čeka nei pressi del villaggio di Shybriay vicino a Borisoglebsk . I documenti affermano che ha combattuto fino alla fine, mai deponendo le armi. Antonov venne sepolto a Tambov, insieme agli altri membri del suo gruppo e del fratello Dmitriy, nei pressi delle mura del monastero di Kazan cinque giorni dopo la sua morte.